# Catrinus Mak
Catrinus Mak (Schiedam, 28 september 1899 - Drachten, 3 juli 1983) was een Nederlandse predikant van de Gereformeerde Kerken in Nederland. Hij kreeg postuum bekendheid door het boek "De eeuw van mijn vader" (1999) van zijn zoon, schrijver Geert Mak waarin hij een hoofdrol vervult.

## Jeugd
In zijn geboorteplaats Schiedam groeide hij op in een hervormd gezin waar zijn vader een zeilmakerij bezat. Vanwege een kerkelijke onenigheid stapte Mak's  moeder en haar kinderen over naar de Gereformeerde Kerken maar bleef zijn vader de Nederlandse Hervormde Kerk trouw.

## Gezinsleven
Tijdens de Eerste Wereldoorlog leerde hij Geertje van der Molen kennen met wie hij in 1924 trouwde. Na zijn theologiestudie aan de Vrije Universiteit van Amsterdam betrok Mak in Brielle in 1926 zijn eerste standplaats als dominee. Rond deze tijd speelde de kwestie-Geelkerken in de Gereformeerde Kerken. De Amsterdamse predikant Johannes Geelkerken had moeite met een letterlijke uitleg van het Bijbelse scheppingsverhaal wat leidde tot de Synode van Assen welke diens visie verwierp.
Mak kon zich goed  vinden in de opvatting van Geelkerken, maar raakte hierdoor enigszins in de moeilijkheden. Hij stelde zich echter voorzichtig op omdat hij niet uit de Gereformeerde Kerken wilde worden gezet zoals twee van zijn studievrienden was overkomen. Daarom vertrok hij naar Nederlands-Indië waar hij tot na de Tweede Wereldoorlog woonde en werkte en waar bijna al zijn kinderen werden geboren. Nadat daar wat opstanden onder de plaatselijke bevolking waren uitgebroken werd Mak legerpredikant in de rang van kapitein bij het KNIL.

## Tweede Wereldoorlog
Tijdens de Japanse bezetting van Nederlands-Indië kwam bijna het gehele gezin Mak in een jappenkamp terecht (de oudste twee kinderen, te weten Anna en Cas Mak, waren in Nederland ondergebracht bij familie en vrienden). Mak zelf werd in diverse jappenkampen in Thailand ondergebracht waar hij aan de beruchte Birmaspoorweg werkte. Hij bleek van grote steun voor zijn medekampgenoten. Hij sprak aan de graven van de overledenen en hield er een soort dagboekje bij dat zijn na de oorlog geboren zoon, de schrijver Geert Mak inspireerde en als bron diende voor diens boek "De eeuw van mijn vader".

## Latere leven
Mak en zijn gezin overleefden de ontberingen van de oorlog en in 1946 keerden zij naar Nederland terug. Zoon Geert kwam in dat jaar in Vlaardingen ter wereld als nakomertje in een gezin dat reeds acht zielen telde. In 1947 verhuisde de familie Mak naar Leeuwarden waar Catrinus Mak was beroepen als ziekenhuis- en evangelisatiepredikant. In 1949 ontving hij de Verzetsster Oost-Azië 1942-1945. Mak bleef tot zijn emeritaat in Leeuwarden werken. 
In de vroege jaren '60 verhuisde het echtpaar naar Hardegarijp. Mak kreeg in 1972 een hersenbloeding waarvan hij grotendeels herstelde. Vanwege hun verslechterende gezondheid verhuisden zij naar Drachten, waar zij de laatste jaren van hun leven in een bejaardenflat doorbrachten. Eind 1982 werd hij bedlegerig. De zomer van 1983 overleed Catrinus Mak op 83-jarige leeftijd. 
De schrijver Geert Mak beschrijft het sterven van zijn vader in het boek "De eeuw van mijn vader":

Op een warme zondagmiddag werd hij onrustiger dan gewoonlijk. Voortdurend probeerde hij zich op te trekken aan een handgreep boven zijn bed. 'Waarom doe je dat zo?' vroeg mijn moeder. 'Anders val ik dood.' zei hij. 'Maar dat wil je toch, sterven?' 'Ja,' zei hij toen. En hij liet los, zakte achterover, en zo viel hij, en hij werd door engelen gedragen.